# Chodov (district de Domažlice)
Pour les articles homonymes, voir Chodov.
Chodov (en allemand : Meigelshof) est une commune du district de Domažlice, dans la région de Plzeň, en République tchèque. Sa population s'élevait à 761 habitants en 2021.

## Géographie
Chodov se trouve à 8 km à l'ouest-sud-ouest de Domažlice, à 54 km au sud-ouest de Plzeň et à 137 km au sud-ouest de Prague.

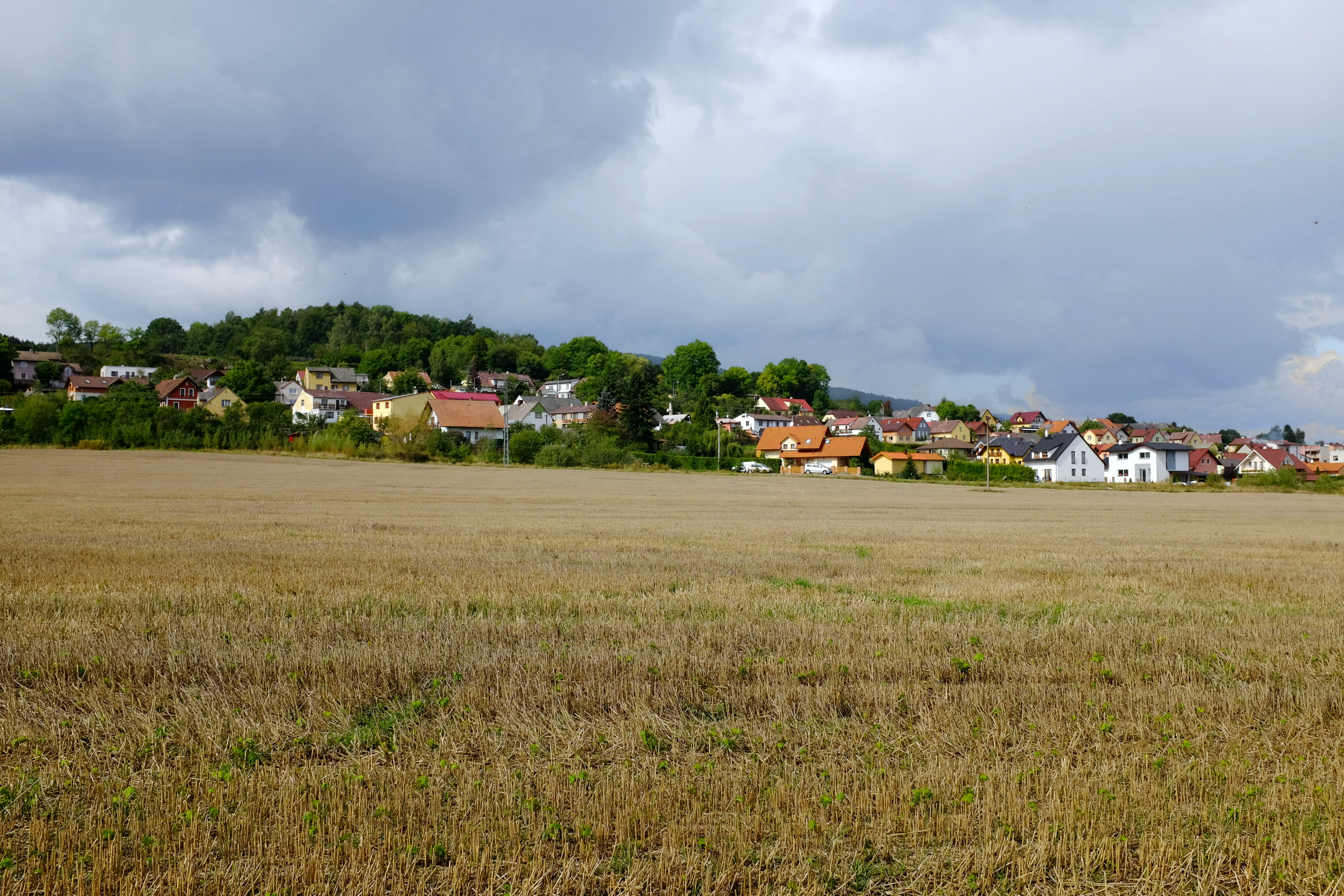
Chodov : vue générale.

La commune est limitée par Klenčí pod Čerchovem au nord-ouest et au nord, par Trhanov et Újezdà l'est, par Pec au sud et par Česká Kubice à l'ouest.

## Histoire
La première mention écrite de la localité date de 1365.

## Galerie

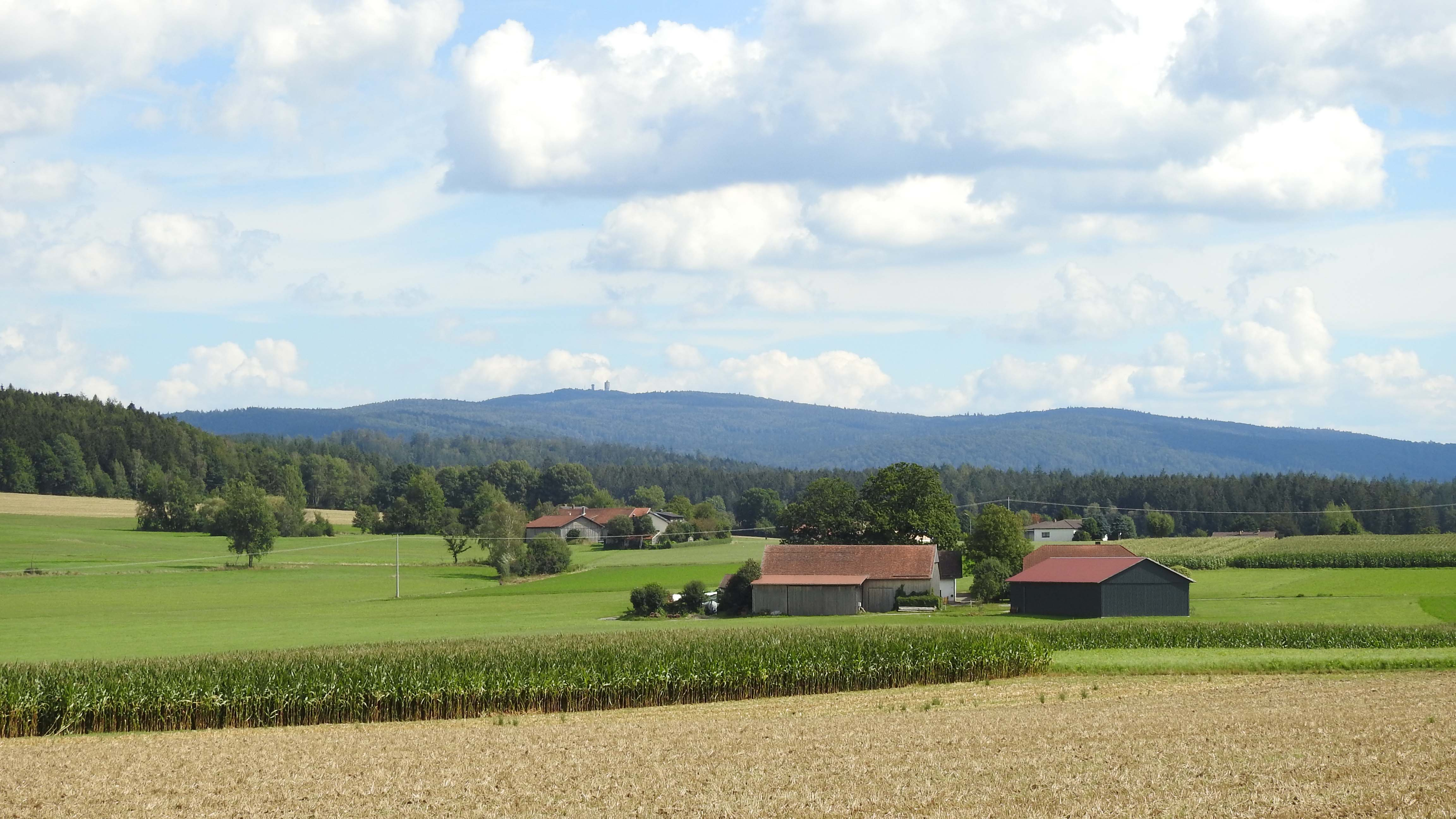
Čerchov.
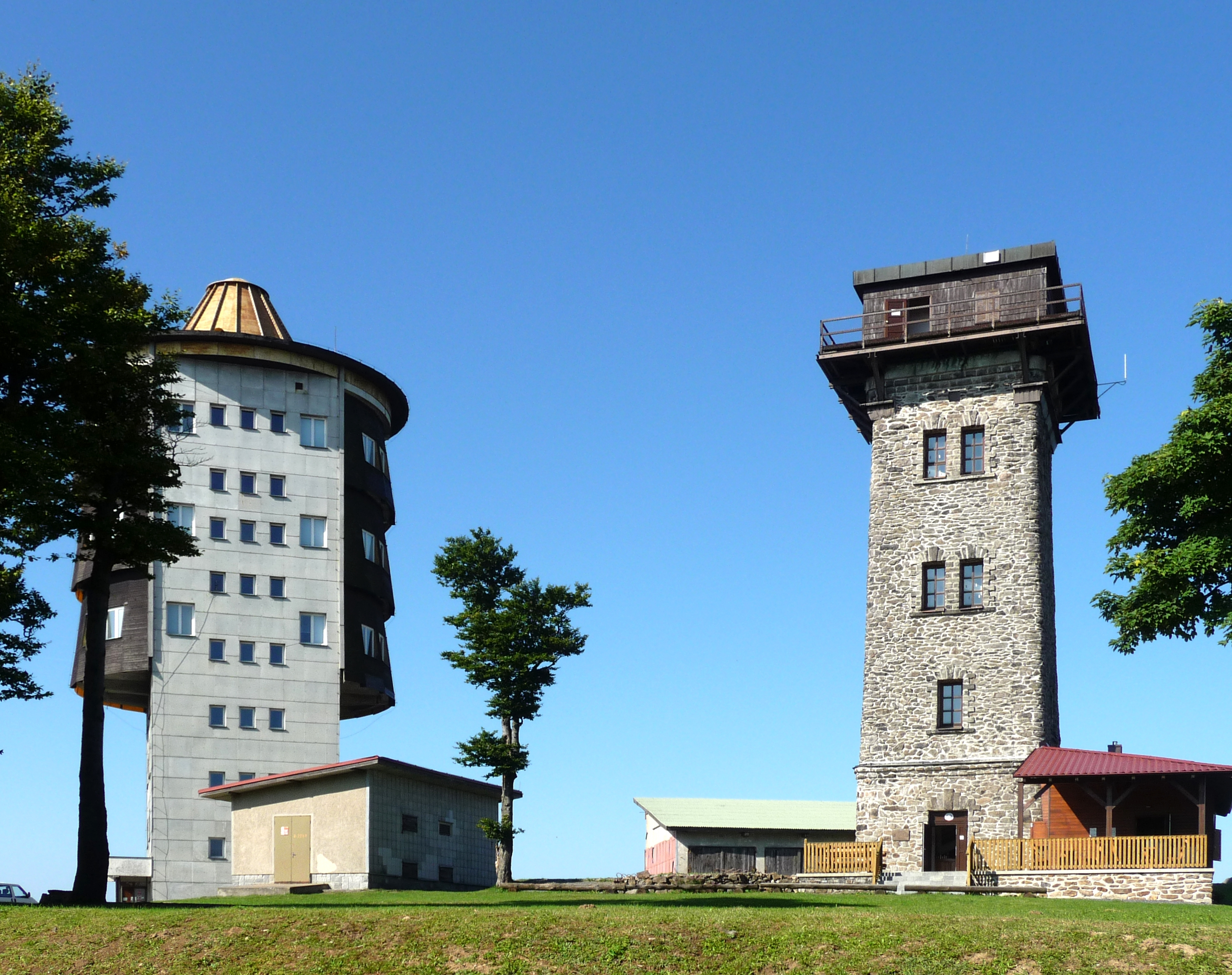
Tours de Čerchov.

## Transports
Par la route, Chodov se trouve à 8 km de Domažlice, à 61 km de Plzeň et à 154 km de Prague.